# Херсонский хлопчатобумажный комбинат
Херсонский хлопчатобумажный комбинат (укр. Херсонський бавовняний комбінат) — прекратившее производственную деятельность промышленное предприятие в Херсоне.

## История

### 1952 - 1991
24 декабря 1951 года Совет министров СССР принял решение № 24833-р «Об отводе в северо-восточной части г. Херсона для строительства хлопчатобумажного комбината земельного участка площадью 190 гектаров». Для обеспечения строительства и работы предприятия таких размеров в Херсоне были построены завод железобетонных изделий, кирпичный завод и электростанция.
Строительство комбината по проекту Московского государственного проектного института № 1 министерства лёгкой промышленности СССР началось в 1952 году. Изначально планировалось, что в состав комбината (во время строительства первой очереди бывшего одним из крупнейших хлопчатобумажных комбинатов в СССР) будут включены две прядильных и отделочная фабрики. В 1954 году производственное оборудование первой очереди комбината было введено в эксплуатацию. 5 ноября 1954 года предприятие начало работу и до конца года выпустило первые 23,5 тонн пряжи.
В связи с дефицитом специалистов ткацкого производства в Херсоне часть работников была переведена на комбинат с предприятий текстильной промышленности в Иваново, ещё 44 молодых специалистов из Херсона прошли трёхлетнее обучение городе Родники Ивановской области РСФСР.
В 1961 году первая очередь комбината была полностью введена в эксплуатацию.
В 1964 году была введена в эксплуатацию вторая очередь комбината.
В 1966 году комбинат был награждён орденом Ленина.
В 1972 году мощность предприятия составляла свыше 180 млн. метров тканей в год (в сутки производилось 600 тыс. метров ткани).
По состоянию на начало 1985 года комбинат включал три прядильно-ткацкие, отделочную и прядильную фабрики и выпускал пряжу из хлопчатобумажного, штапельного, искусственного и синтетического волокна; бельевые, плательные, ворсовые, махровые, портьерные, мебельно-декоративные и плащевые ткани, а также иные товары народного потребления. Основной продукцией комбината в этот период времени являлись пестротканые и гладкокрашеные ткани, а также махровые полотенца.

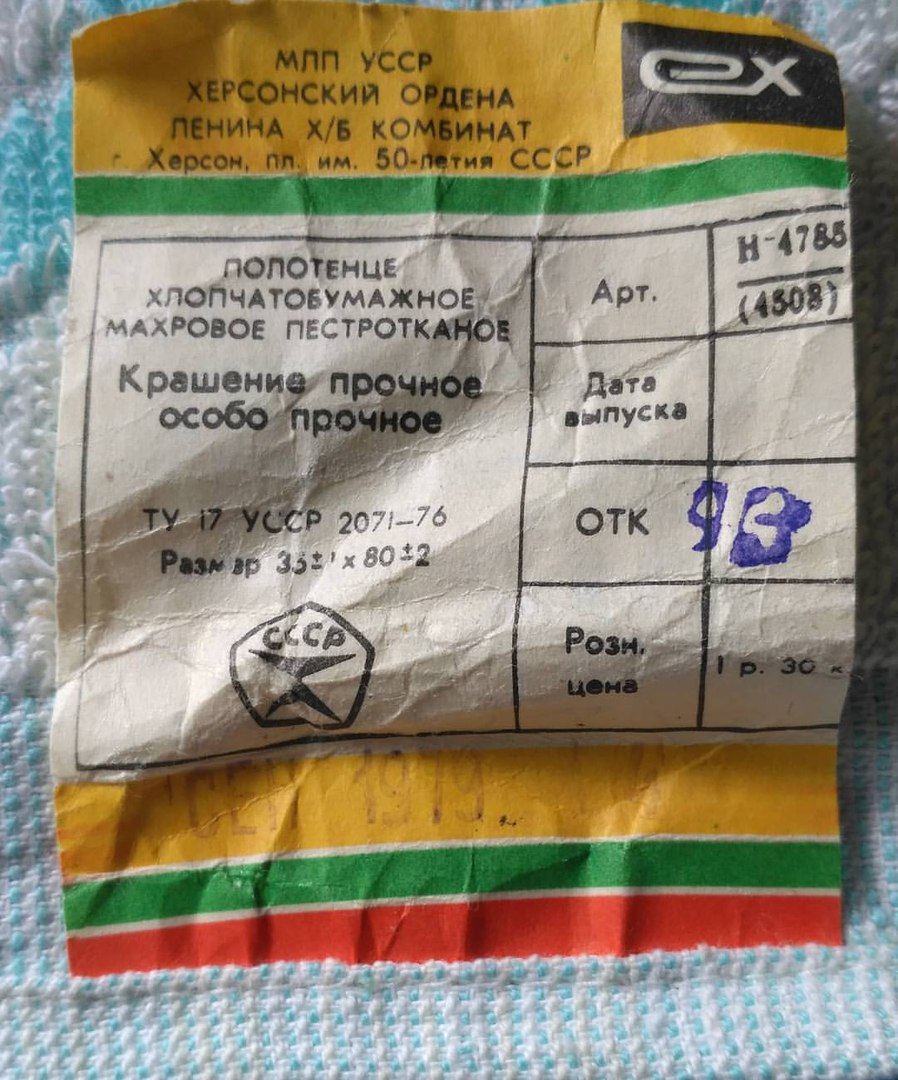

Всего на комбинате было освоено производство более 30 видов тканей.
В 1987 - 1988 годы на комбинате были проведены мероприятия по техническому перевооружению красильно-отделочного производства.

### После 1991
После провозглашения независимости Украины хлопчатобумажный комбинат был преобразован в открытое акционерное общество.
С начала 1990-х годов положение предприятия ухудшилось в связи с распадом единого экономического пространства СССР, поскольку источником сырья для ХБК в советское время являлся хлопок из среднеазиатских республик СССР. Кроме того, были утрачены каналы сбыта продукции.
1 сентября 1993 года находившееся на балансе комбината ПТУ № 18 передали в коммунальную собственность города.
По состоянию на 1995 год, ХБК являлся восьмым по мощности среди хлопчатобумажных комбинатов стран Европы.
В 1995 - 1996 годы была предпринята попытка перевести комбинат на использование местного сырья - на ХБК была введена в эксплуатацию экспериментальная линия по очистке хлопка-сырца мощностью около 1 тыс. тонн хлопка-сырца в год, которая 20 марта 1996 года выдала первое волокно. Предполагалось, что необходимое для устойчивой работы предприятия количество хлопка смогут вырастить фермеры южных областей Украины, но утверждённая в 1995 году министерством сельского хозяйства Украины целевая программа "Таврический хлопок" (к реализации которой был привлечён херсонский институт орошаемого земледелия) закончилась неудачей.
В августе 1997 года Кабинет министров Украины включил комбинат в перечень предприятий, имеющих стратегическое значение для экономики и безопасности Украины, в марте 1999 года было принято решение о закреплении в государственной собственности контрольного пакета акций комбината в размере 25% + 1 акция.
В 2001 году работали только 15% производственных мощностей комбината.
26 декабря 2005 года Кабинет министров Украины принял решение о продаже находившихся в государственной собственности акций комбината (25% + 1 акция).
В 2005 - 2006 годы часть производственного оборудования ХБК была демонтирована и вывезена.
Производство текстильной продукции на ХБК было полностью остановлено в феврале 2011 года, 4 марта 2013 года ОАО "ХБК" было ликвидировано как юридическое лицо. 21 мая 2013 года работники предприятия провели акцию "прощание с комбинатом", во время которого журналисты побывали в производственных корпусах предприятия и установили, что заводское оборудование демонтировано.
12 июня 2013 во время работ по резке металла на крыше фабрики № 1 неработающего хлопчатобумажного комбината начался пожар, который был ликвидирован спустя 75 минут. Во время пожара здание фабрики получило некоторые повреждения.
С 2012 г. возле здания фабрики № 3 размещён торгово-развлекательный центр "Фабрика".

## Интересные факты
В интернете распространена фотография, на которой изображена Вера Ивановна Шевченко (ук.) — ткачиха, новатор производства, депутат Верховного Совета Украинской ССР X созыва, работавшая на предприятии с 1955 года.